# Tweetenige aalsalamander
De tweetenige aalsalamander (Amphiuma means) is een lange aalachtige salamander uit de familie aalsalamanders (Amphiumidae). De soort werd voor het eerst wetenschappelijk beschreven door Alexander Garden in James Edward Smith in 1821.

## Uiterlijke kenmerken
Het lichaam is erg lang en dun, tot 120 centimeter, en heeft 4 zeer kleine pootjes met aan elk twee tenen, vandaar de Nederlandstalige naam. Veel exemplaren blijven echter onder de 1 meter. De pootjes zijn duidelijk rudimentair; ze hebben geen enkele functie, ook niet in het water en de twee paar pootjes staan erg ver van elkaar af. De huid is donkergrijs tot zwart, de buik iets lichter, en de kop is enigszins verticaal afgeplat, de ogen zijn blauw en erg klein en er zijn geen oogleden. Dit, en het feit dat Amphiuma's aan iedere zijde een kieuwopening hebben, zijn de gevolgen van neotenie; de larven veranderen wel als ze volwassen worden, ze worden geslachtsrijp, maar de meeste kenmerken blijven behouden, net zoals bij sommige molsalamanders, zoals de axolotl. Bij de meeste salamanders die neoteen zijn is dat echter goed te zien, omdat de externe kieuwen behouden blijven. De larven van deze soort hebben die ook, maar de externe, veervormige kieuw wordt kleiner tot deze verdwijnt, en alleen het binnenste deel van de kieuw blijft functioneren.

## Voorkomen
De tweetenige aalsalamander leeft in de zuidoostelijkte kustvlakte van de Verenigde Staten, van Alabama tot Virginia, en geheel Florida. De salamander is te vinden in vrijwel alle typen wateren als beken, rivieren, sloten, vennen en meren met diepere en ondiepere delen. De soort is vrijwel volledig aquatisch, maar kan ook wel op het land worden aangetroffen. Dan graaft de salamander een holletje onder een steen of schuilt tussen de bladeren. Dit zijn echter altijd vrouwtjes met eieren, en eten doen ze dan niet, ze beschermen de eitjes.

## Voedsel, jacht en verdediging
De tweetenige aalsalamander jaagt 's nachts op kreeftachtigen, vissen, kleine slangetjes en kikkers. Hoewel het dier er onschuldig uitziet en op een paling lijkt, heeft het rijen lange en vlijmscherpe tanden waarmee het kreeftachtigen kraakt; in Noord-Amerika is van alle reptielen en amfibieën waarschijnlijk alleen de beet van de beruchte bijtschildpad erger. Als er 's nachts gejaagd wordt maakt de salamander gebruik van groepjes zintuiglijke cellen op de voorste flankdelen en rond de bek die zeer kleine drukverschillen van bijvoorbeeld vinnen van vissen, en de kleinste hoeveelheden elektrische stroom kunnen waarnemen, zelfs de elektrische pulsen van spieren van een genaderd prooidier. Omdat de ogen nauwelijks gebruikt worden zijn deze slecht ontwikkeld en is de salamander nagenoeg blind.

## Voortplanting
De eieren worden op het land afgezet onder stenen. De dieren zoeken hiervoor vochtige en iets hoger gelegen delen boven water op, en schuilen onder stenen of boomwortels of op drogere plekken in moerassen in een soort winterslaap-achtige toestand. Het dier kruipt nooit ver van het water waar het uit is gekomen. De jongen zijn net uit het ei ongeveer twee centimeter lang, en hebben dan al pootjes. De eieren worden door de moeder beschermd door het lichaam om de eieren heen te kronkelen. Bij verstoring wordt het dier onmiddellijk actief en is zeer agressief bij gevaar. Na 5 tot 6 maanden komen de jongen uit, en keert de salamander weer terug naar het water.